# 김인식 (1953년)
김인식(金仁植, 1953년 11월 9일 ~ )은 전 KBO 리그 MBC 청룡의 내야수이자 현 코리아 드림 리그 연천 미라클의 감독이다.
쌍방울 레이더스 창단 감독을 지낸 투수 출신의 야구 지도자 김인식과는 동명이인이며, 그의 아들은 전 KIA 타이거즈의 투수이자 현 KBO 리그 연천 미라클 투수인 김준이다.

## 선수 시절

### MBC 청룡시절
실업 팀 롯데와 공군을 거쳐 MBC 청룡의 원년 멤버로 입단하였다. 현역 시절 포지션은 내야수였고, 단신이지만 근성 있는 플레이로 몸에 맞는 볼을 많이 얻어 '데드볼왕'으로도 불렸다.. 또한 113타수 동안 삼진을 당하지 않아 이 부문에서 최고 기록도 가지고 있다. KBO 리그 출범 원년인 1982년에 전 경기 출장에 이어 1987년까지 606경기 연속 출장으로 그 때까지의 최고 기록을 갖고 있었다.

## 야구선수 은퇴 후
은퇴 후 LG 트윈스의 코치와 2군 감독으로 활동했다. 김재박 감독이 LG 트윈스 감독으로 오면서 2군 감독에서 물러나고 서울 청원고 감독을 거쳐 2007년 11월 안양 충훈고등학교의 창단 감독으로 선임 되어 2013년까지 재임했으며, 2015년 이후 독립구단인 연천 미라클 창단감독으로 현재까지 재임하고있다.

## 방송 출연
- 2013년 SBS 스포츠 트라이아웃, 나는 투수다!

## 통산 기록
| 년도 | 팀    | 타율  | 경기수 | 타수 | 안타 | 2루타 | 3루타 | 홈런 | 타점 | 득점 | 도루 | 도루 실패 | 4사구 | 삼진 | 병살타 | 희생타 | 장타율 |
| ---- | ----- | ----- | ------ | ---- | ---- | ----- | ----- | ---- | ---- | ---- | ---- | --------- | ----- | ---- | ------ | ------ | ------ |
| 1982 | MBC   | 0.259 | 80     | 309  | 80   | 9     | 0     | 3    | 25   | 47   | 35   | 7         | 35    | 14   | 7      | 11     | 0.317  |
| 1983 | MBC   | 0.263 | 100    | 380  | 100  | 16    | 2     | 1    | 30   | 48   | 14   | 10        | 24    | 18   | 0      | 11     | 0.324  |
| 1984 | MBC   | 0.258 | 100    | 387  | 100  | 13    | 8     | 3    | 28   | 44   | 8    | 7         | 31    | 24   | 5      | 14     | 0.357  |
| 1985 | MBC   | 0.275 | 110    | 404  | 111  | 14    | 0     | 2    | 16   | 48   | 17   | 11        | 38    | 22   | 8      | 12     | 0.324  |
| 1986 | MBC   | 0.282 | 108    | 309  | 87   | 13    | 1     | 2    | 29   | 36   | 12   | 5         | 23    | 15   | 6      | 11     | 0.35   |
| 1987 | MBC   | 0.215 | 108    | 288  | 62   | 1     | 0     | 0    | 19   | 24   | 7    | 3         | 10    | 15   | 11     | 11     | 0.219  |
| 1988 | MBC   | 0.144 | 57     | 90   | 13   | 1     | 0     | 0    | 6    | 13   | 6    | 3         | 6     | 2    | 1      | 4      | 0.156  |
| 통산 | 7시즌 | 0.255 | 663    | 2167 | 553  | 67    | 11    | 11   | 153  | 260  | 99   | 46        | 167   | 110  | 38     | 74     | 0.311  |